# Accouchement à domicile
Accouchement à domicile (titre original : Home Delivery) est une nouvelle de Stephen King publiée pour la première fois en 1989 dans l'anthologie Book of the Dead, puis reprise dans le recueil Rêves et Cauchemars en 1993.

## Résumé
Maddie Pace est une jeune femme timide vivant sur la petite île de Gennesault, au large du Maine. Après la mort par noyade de son mari, elle se retrouve veuve alors qu'elle attend un enfant. C'est alors que des histoires de zombies qui attaquent les vivants commencent à se répandre. Alors que l'épidémie progresse, sa source est identifiée par une mission spatiale partie explorer un corps céleste nouvellement apparu dans l'orbite terrestre. Ce corps céleste se révèle être composé de vers qui s'attaquent aux membres de l'équipage et les transforment en morts-vivants. Toutes les tentatives pour le détruire échouent et la civilisation s'effondre sous les assauts des zombies de plus en plus nombreux.
Sur l'île de Gennesault encore épargnée, les habitants s'organisent pour surveiller en permanence le cimetière. Quand les morts sortent de leur tombe, les insulaires sont prêts à les accueillir et les mettent en pièce avant de brûler ce qui reste d'eux. De son côté, Maddie est confrontée au retour du corps réanimé de son mari, revenu du fond de l'océan. Après une lutte acharnée, Maddie réussit à le détruire. Cette expérience l'ayant transformée, elle attend son accouchement, qui aura lieu chez elle, avec une détermination et une confiance toutes neuves.

## Genèse
La nouvelle a été écrite sur commande et publiée initialement en 1989 dans l'anthologie d'histoires de zombies Book of the Dead avant d'être éditée dans le recueil Rêves et Cauchemars.

## Intertextualité
L'action principale se déroule sur l'île de Gennesault, qui est voisine de Little Tall Island, l'île qui sert de cadre aux romans Dolores Claiborne et La Tempête du Siècle. Selena St. George, personnage secondaire de Dolores Claiborne, est mentionnée dans la nouvelle.

## Adaptation
- Home Delivery: Servicio a domicilio, dessin animé d'une durée de onze minutes réalisé par Elio Quiroga en 2005[3]. Il a été projeté au Festival international du film RiverRun et a remporté le prix du meilleur court-métrage au Fantasporto 2006[4].